# 土居美咲
土居 美咲（どい みさき, 1991年4月29日 - ）は、日本の元女子プロテニス選手。千葉県山武郡大網白里町（現・大網白里市）出身。ミキハウス所属。これまでにWTAツアーでシングルスで1勝、ダブルスで2勝を挙げている。WTAランキング自己最高位はシングルス30位、ダブルス77位。身長159cm、体重55kg。左利き、バックハンド・ストロークは両手打ち。ラケットはスリクソン。ウェア・シューズはニューバランス。大網白里市立瑞穂小学校卒、大網白里市立大網中学校卒、駿台甲英高校卒。元新体操日本代表の日高舞は義姉。マネージメントはミューズ・グループ。

## 人物
コート上では超攻撃的なプレーを見せるが、性格は本人曰く「すごく人見知り」。地道なトレーニングにも手を抜かず、栄養士に「食べた物を報告するように」と言われれば、日々の食事を写真に撮って送るなど、周囲からは「ものすごく真面目」にみられている。

## 選手経歴

### ジュニア時代
6歳からテニスを始める。中学時代より頭角を表し、全国中学生テニス選手権大会で2004年、2006年の2度シングルスベスト4に進出する。2006年からITFジュニアサーキット転戦を開始。駿台甲英高校在学中の2007年にはジャパン・オープン・ジュニアシングルスで準優勝を果たす。ジュニア時代は特に奈良くるみと組んだダブルスで高い成績を残し、2007年ウィンブルドン選手権ジュニア女子ダブルスで日本人ペアとして1993年全米オープンの吉田友佳/望月寛子組以来2組目のジュニアグランドスラム女子ダブルス決勝進出を果たし準優勝。奈良とのダブルスでは他にも2007年全米オープン、2008年ウィンブルドン選手権でそれぞれベスト4入りした他、2008年全豪オープンジュニア女子ダブルスでもエレナ・ボグダンと組み準優勝の成績を残した。これらの実績により、土居は2007年には全日本18歳以下女子シングルス年間ランキングで3位につけるなど、早くから国内トップジュニアの一人として知られていた。また2008年からは本格的にシニアITFサーキット大会にも挑戦するようになり、奈良と組み主催者推薦で出場した7月の宮崎国際では2回戦で第1シードの瀬間詠里花/瀬間友里加組を3-6, 6-3, [10-6]の逆転で、決勝戦でクルム伊達公子/米村知子組を6-7(5), 7-6(4), [10-4]の逆転で下し、優勝している。同年12月に17歳8ヵ月でプロ転向。

### プロ転向後
プロ転向後最初の年となった2009年は国内サーキット大会を中心に転戦し、シングルスで2優勝2準優勝、ダブルスで1準優勝の好成績を残す。10月にはジャパン女子オープンテニスシングルス予選に挑戦しツアー予選初出場。ここでは予選2回戦でアビゲイル・スピアーズに敗れた。第6シードで出場した11月の全日本テニス選手権女子シングルスでは準々決勝でこの大会を引退する森上亜希子と対戦し1-6, 2-6のストレートで敗れた。これらの活躍により、年初に613位だったシングルスランクを年末には199位にまで急上昇させ、プロ1年目で国内トップ10選手の一人となった。
2010年からは本格的に日本国外の大会に打って出るようになり全豪オープンシングルス予選に出場し、グランドスラム大会予選初挑戦。その後はサーキット大会を転戦し、シングルスでは3月のメキシコサーキットで準優勝すると、ダブルスでは4月の韓国サーキット3連戦で3週連続準優勝の好成績を収め、5月の福岡国際では優勝を果たす。この好調の中臨んだ全仏オープンシングルス予選では1回戦でマンディ・ミネラを6-2, 6-4のストレートで、2回戦で予選第8シードのミシェル・ラルシェル・デ・ブリトを4-6, 6-4, 6-4の逆転で、予選決勝ではビタリア・ディアチェンコを7-6, 6-0のストレートでそれぞれ下し、自身初のグランドスラム本戦、並びにツアー大会本戦初出場を決めた。本戦では1回戦でポロナ・ヘルツォグに3-6, 0-6で完敗した。全日本テニス選手権女子シングルスでは初優勝を果たす。
2011年ウィンブルドン選手権女子シングルスで2度目の4大大会の予選を突破。1回戦でベサニー・マテック＝サンズに6-4, 5-7, 7-5で勝利し4大大会初勝利を挙げた。2回戦も鄭潔を6-3, 6-1のストレートで下し、自身初の3回戦進出を果たした。3回戦ではザビーネ・リシキに4-6, 2-6で敗れた。同年7月20日、出身の大網白里町から特別顕彰が授与決定。9月の東レ パン・パシフィック・オープン・テニストーナメントでは主催者推薦で大会に初出場したが、1回戦で優勝したアグニエスカ・ラドワンスカに1-6, 1-6で敗れた。
2012年6月のエイゴン・クラシックでは2回戦で第1シードのフランチェスカ・スキアボーネに7-5, 6-4で勝利しツアー初のベスト8に進出した。ウィンブルドンでは予選決勝でクリスティナ・ムラデノビッチに6-4, 4-6, 4-6の逆転で敗れたが、ミハエラ・クライチェクの欠場によりラッキールーザーで本戦に出場。1回戦でアランツァ・ルスに5-7, 3-6で敗れた。全米オープンと東レ パン・パシフィック・オープン・テニストーナメントでは予選で敗退したが、ジャパン女子オープンテニスでは準々決勝でシャネル・シェパーズを2-6, 6-1, 6-3で破りツアー初のベスト4に進出した。準決勝ではヘザー・ワトソンに6-7, 5-7で敗れた。
2013年全豪オープンでは1回戦でペトラ・マルティッチを6-3, 6-4で破り初戦を突破した。2回戦でマリア・シャラポワに0-6, 0-6で完敗した。
2014年7月のイスタンブール・カップではエリナ・スビトリナと組んだダブルスで決勝に進出した。決勝ではオクサナ・カラシニコワ/ポーラ・カニア組を6–4, 6–0で破り初のWTAツアー優勝を果たした。

### 2015年 WTAツアーシングルス初優勝
2015年4月からコーチを務めるクリスチャン・ザハルカの方針の下で積極的にWTAツアーを転戦。全米オープンでダニエラ・ハンチュコバに6-3, 6-3で勝利し、全米初勝利。10月のBGLルクセンブルク・オープンでは強豪シード選手を次々と破り、自身初のツアー決勝に進出すると、モナ・バルテルを6-4, 6-7(7), 6-0のフルセットで下し、WTAツアーシングルスで初優勝を果たした。日本の女子シングルスでは10人目となるツアー優勝で、大会後の世界ランキングは60位となり、自身の最高位を大きく更新した。その後WTA 125Kシリーズの台北オープンで準優勝し、11月23日付のランキングでは54位に上がった。

### 2016年 ウィンブルドンベスト16、リオ五輪出場
全豪オープンでは1回戦で優勝したアンゲリク・ケルバーからマッチポイントを握るも7-6(4), 6-7(6), 3-6で敗れた。2月の台湾オープンには第2シードで出場し、自身2度目の決勝に進出。決勝でビーナス・ウィリアムズに4-6, 2-6で敗れ準優勝。3月の125K・サンアントニオ・オープンで決勝進出し、アンナ＝レナ・フリードサムに6-4, 6-2で勝利し優勝。大会後のランキングで44位となりトップ50入りを果たす。BNLイタリア国際では2回戦で世界ランク11位のルーシー・サファロバに6-3, 7-5で、3回戦でジョアンナ・コンタに4-6, 7-5, 6-2で勝利し、ベスト8進出。準々決勝でイリーナ＝カメリア・ベグに2-6, 6-7(3)で敗れた。大会後世界ランキングを38位に更新。ウィンブルドンでは2回戦で第15シードのカロリナ・プリスコバを7-6(5), 6-3で破ると、3回戦でアンナ＝レナ・フリードサムに7-6(1), 6-3で勝利し、グランドスラムで自身初の4回戦に進出。4回戦では全豪で敗れた第4シードアンゲリク・ケルバーと対戦し、3-6, 1-6で敗れた。
リオ五輪ではシングルスと、穂積絵莉とペアを組んだダブルスの2種目に出場。シングルスは1回戦でヤロスラワ・シュウェドワに6-3, 6-4で勝利、2回戦でサマンサ・ストーサーに3-6, 4-6で敗れた。ダブルスは1回戦で第2シードのキャロリン・ガルシア/クリスティナ・ムラデノビッチ組に6-0, 0-6, 6-4で勝利、2回戦でダリア・カサキナ/スベトラーナ・クズネツォワ組に4-6, 6-1, 1-6で敗れた。
8月のウエスタン・アンド・サザン・オープンは予選決勝で敗退したが、第1シードのセリーナ・ウィリアムズが欠場した為ラッキールーザーで本戦出場し3回戦まで進出。大会後の世界ランキングで自己最高位の32位となった。これにより、全米オープンでは自身初のグランドスラムでのシードとなる第30シードで出場が決定した。その全米オープンでは1回戦でカリナ・ビットヘフトに4-6, 1-6で敗れた。その後日本開催のジャパン女子オープン、東レ パン・パシフィック・オープンで初戦敗退を喫するも、武漢オープン、チャイナ・オープンと続けて初戦突破。10月10日付のランキングで30位となりトップ30入りを果たす。

### 2021年 東京五輪
2020年東京オリンピックテニス女子シングルスでは2回戦で第9シードのベンチッチ（スイス）に2-6, 4-6で敗れた。

### 2023年 引退
2023年8月19日、自身のSNSにて、腰の痛みが続いていることを理由に、引退を発表した。9月26日、現役最後となる有明テニスの森公園で開催された東レ パン・パシフィック・オープン第2日、土居は「今日で最後になるかもしれない」と臨んだ1回戦でペトラ・マルティッチを7-5、6-2で破り2回戦進出を決め、観客の声援に涙ぐみながら応えた。同月28日の第4日、世界ランキング6位のマリア・サッカリに3-6、1-6で敗れ現役最後の試合を終えた。

## WTAツアー決勝進出結果

### シングルス: 3回 (1勝2敗)
| 大会グレード                  |
| ----------------------------- |
| グランドスラム (0–0)          |
| WTAファイナルズ (0–0)         |
| プレミア・マンダトリー (0–0)  |
| プレミア5 (0-0)               |
| WTAエリート・トロフィー (0–0) |
| プレミア (0–0)                |
| インターナショナル (1–2)      |

| 結果   | No. | 決勝日         | 大会           | サーフェス    | 対戦相手               | スコア             |
| ------ | --- | -------------- | -------------- | ------------- | ---------------------- | ------------------ |
| 優勝   | 1.  | 2015年10月25日 | ルクセンブルク | ハード (室内) | モナ・バルテル         | 6-4, 6-7(7-9), 6-0 |
| 準優勝 | 1.  | 2016年2月14日  | 高雄           | ハード        | ビーナス・ウィリアムズ | 4-6, 2-6           |
| 準優勝 | 2.  | 2019年9月15日  | 広島           | ハード        | 日比野菜緒             | 3-6, 2-6           |

### ダブルス: 2回 (1勝1敗)
| 結果   | No. | 決勝日        | 大会           | サーフェス | パートナー         | 対戦相手                                    | スコア           |
| ------ | --- | ------------- | -------------- | ---------- | ------------------ | ------------------------------------------- | ---------------- |
| 優勝   | 1.  | 2014年7月20日 | イスタンブール | ハード     | エリナ・スビトリナ | オクサナ・カラシニコワ ポーラ・カニア       | 6-4, 6-0         |
| 準優勝 | 1.  | 2015年9月19日 | 東京           | ハード     | 奈良くるみ         | 詹皓晴 詹詠然                               | 1-6, 2-6         |
| 優勝   | 2.  | 2019年9月15日 | 広島           | ハード     | 日比野菜緒         | クリスティナ・マクヘール バレリア・サビンキ | 3-6, 6-4, [10-4] |

## WTA125シリーズ決勝進出結果

### シングルス: 3回 (2勝1敗)
| 結果   | No. | 決勝日         | 大会           | サーフェス        | 対戦相手                   | スコア   |
| ------ | --- | -------------- | -------------- | ----------------- | -------------------------- | -------- |
| 準優勝 | 1.  | 2015年11月22日 | 台北           | カーペット (室内) | ティメア・バボシュ         | 5-7, 3-6 |
| 優勝   | 1.  | 2016年3月19日  | サンアントニオ | ハード            | アンナ＝レナ・フリードサム | 6-4, 6-2 |
| 優勝   | 2.  | 2019年7月13日  | ボースタード   | クレー            | ダンカ・コビニッチ         | 6-4, 6-4 |

### ダブルス: 3回 (3勝0敗)
| 結果 | No. | 決勝日        | 大会               | サーフェス | パートナー                 | 対戦相手                                  | スコア                |
| ---- | --- | ------------- | ------------------ | ---------- | -------------------------- | ----------------------------------------- | --------------------- |
| 優勝 | 1.  | 2013年11月3日 | 南京               | ハード     | 徐一璠                     | 張帥 ヤロスラワ・シュウェドワ             | 6-1, 6-4              |
| 優勝 | 2.  | 2018年1月28日 | ニューポートビーチ | ハード     | ジル・タイヒマン           | ジェイミー・ローブ レベッカ・ピーターソン | 7-6(7-4), 1-6, [10-8] |
| 優勝 | 3.  | 2019年7月13日 | ボースタード       | クレー     | ナタリア・ビクトリアンセク | アレクサ・グラーチ ダンカ・コビニッチ     | 7-5, 6-7(4-7), [10-7] |

## 4大大会シングルス成績
略語の説明
| W | F | SF | QF | #R | RR | Q# | LQ | A | Z# | PO | G | S | B | NMS | P | NH |

W=優勝, F=準優勝, SF=ベスト4, QF=ベスト8, #R=#回戦敗退, RR=ラウンドロビン敗退, Q#=予選#回戦敗退, LQ=予選敗退, A=大会不参加, Z#=デビスカップ/BJKカップ地域ゾーン, PO=デビスカップ/BJKカッププレーオフ, G=オリンピック金メダル, S=オリンピック銀メダル, B=オリンピック銅メダル, NMS=マスターズシリーズから降格, P=開催延期, NH=開催なし.
| 大会           | 2010 | 2011 | 2012 | 2013 | 2014 | 2015 | 2016 | 2017 | 2018 | 2019 | 2020 | 2021 | 2022 | 2023 | 通算成績 |
| -------------- | ---- | ---- | ---- | ---- | ---- | ---- | ---- | ---- | ---- | ---- | ---- | ---- | ---- | ---- | -------- |
| 全豪オープン   | LQ   | LQ   | LQ   | 2R   | 1R   | LQ   | 1R   | 1R   | LQ   | 1R   | 1R   | 1R   | 1R   | LQ   | 1–8      |
| 全仏オープン   | 1R   | LQ   | LQ   | 1R   | 1R   | 2R   | 1R   | 1R   | LQ   | 1R   | 1R   | 1R   | 1R   | A    | 1–10     |
| ウィンブルドン | LQ   | 3R   | 1R   | 1R   | 2R   | 1R   | 4R   | 1R   | A    | LQ   | NH   | 1R   | 1R   | A    | 6–9      |
| 全米オープン   | LQ   | 1R   | LQ   | 1R   | 1R   | 2R   | 1R   | 1R   | LQ   | 1R   | 1R   | 2R   | LQ   | A    | 2–9      |